# Кекропс (сын Геи)
Ке́кроп, Ке́кропс (др.-греч. Κέκροψ) — культурный герой греческой мифологии. По преданию, основатель и первый царь Аттики, рождённый Геей, по менее популярной версии, сын Гефеста. Современник Триопа, при нём погиб Фаэтон и произошёл Девкалионов потоп.
Считался автохтоном, рождённым из земли, и представлялся с двумя змеиными туловищами вместо обеих ног. Страбон считал имя «Кекропс» варварским.
Родословная Кекропса могла уходить в Египет, в город Саис. Диодор настаивал на том, что афиняне были колонистами, вышедшими из Саиса в Египте, выведенными Кекропсом. Аналогично Диодору, Страбон говорит о том же.
Платон сообщает нам рассказ из уст египетских жрецовː
Есть в Египте… у вершины Дельты, где Нил расходится на отдельные потоки, ном, именуемый Саисским; главный город этого нома — Саис, откуда, между прочим, был родом царь Амасис. Покровительница города — некая богиня, которая по-египетски зовется Нейт, а по-эллински, как утверждают местные жители, это Афина: они весьма дружественно расположены к афинянам и притязают на некое родство с последними.
Изображается в облике змея. Он построил афинский акрополь, названный им Кекропией (греч. Κεκροπία). Имел две природы и первым установил брак между мужчиной и женщиной.
Правил ещё до того, как люди получили в дар от богов вино, но уже почитал богов и приносил им жертвенные возлияния, используя для этого обычную воду. По мнению комедиографа Эвбула, возможно, поэтому помещён на небо в созвездии Водолей.
Согласно Филохору, когда на Аттику нападали карийцы и беотийцы, Кекропс поселил жителей, живших до этого разбросанно по полям, в 12 городах: Кекропия, Тетраполь, Эпакрия, Декелея, Элевсин, Афидна, Форик, Браврон, Кифер, Сфетт, Кефисия.
Кроме того, был благочестив настолько, что первым назвал Зевса Верховным и вместо кровавых жертв сжигал на жертвенном огне ячменные лепешки. Первым совершил жертвоприношение Афине.
При нём произошёл спор между Посейдоном и Афиной за обладание Аттикой, а Кекропс, по одной из версий мифа, был судьёй в этом споре. Состязаясь в дарах жителям Аттики, Посейдон ударил своим трезубцем по скале, и из неё забила ключом морская вода, а в том месте, куда ударила копьём Афина, выросло оливковое дерево. Кекропс отдал предпочтение Афине, и город отошёл под её покровительство и назван её именем. По другим версиям этого же мифа (например, Овидий), спор разрешал Зевс, дав им в качестве судей не Кекропса и Краная, и не Эрисихтона, а двенадцать олимпийских богов. Кекропс же лишь засвидетельствовал, что Афина первой вырастила там оливу. По позднейшей версии, при нём произошло голосование по данному вопросу, и одной женщиной оказалось больше. Миф о споре Афины с Посейдоном за обладание Аттикой был популярнейшим аттическим мифом, и сцена из него была изображена на западном фронтоне Парфенона. Об источнике морской воды на акрополе Афин и о священной оливе упоминают Страбон, Павсаний и Геродот.
Был женат на Аглавре, дочери Актея. Кекропс и Аглавра I — родители Эрисихтона и трёх дочерей: Аглавры II, Герсы и Пандросы, которые считались богинями росы и отвратительницами засухи. Афина передала им в закрытом ящике младенца Эрихтония, змеевидного сына Земли, взяв с сестёр клятву, что они не откроют ящик. Герса и Аглавра нарушили клятву и из любопытства открыли его. Увидев младенца, тело которого переходило в змеиный хвост, они в ужасе бросились со скалы в пропасть и погибли.
По его имени афиняне называли себя поэтически кекропидами (греч. Κέκροπίδαι), свою страну и свой город — Кекроповыми; по нему же была названа одна из 10 Клисфеновых фил (административных единиц деления Афин), Кекропида (Κέκροπίς). Его гробница в акрополе, в храме Афины. Изображение героя-эпонима находилось в Афинах и в Дельфах. Полузмей Кекропс, несомненно, служил олицетворением местного населения Аттики.
Позднейшие мифы, сформировавшиеся к V в. до н. э., в которых афиняне пытались обосновать свои претензии на господство в тех землях, где их первый царь якобы основывал города, вызвали дупликацию образов целого ряда героев аттических мифов (см. Пандион, Эрехтей) в том числе и Кекропса, считавшегося в различных источниках не предшественником, а сыном Эрехтея, или отождествлявшегося с Эрихфонием. Кекропсу стали приписывать и введение культуры, в результате чего некоторые древние писатели стали искать его место происхождения в египетском городе Саис. По некоторым, он изобрел письменность.
Кекропс упоминается также в некоторых местностях Беотии и Эвбеи. Согласно одной версии, когда Кекропс властвовал над Беотией, то основал там города Элевсин и Афины на реке Тритон, позднее уничтоженные наводнением. В Галиарте (Беотия) было святилище «Кекропа, сына Пандиона».
Есть мнение, что историки создали копию Кекропса для пополнения царского списка Афин.
Кекропс является одним из главных действующих лиц кантаты Доменико Чимарозы «Основание Афин» (итал. Atene edificata), написанной по заказу Екатерины II.